# Resolutie 962 Veiligheidsraad Verenigde Naties
Resolutie 962 van de Veiligheidsraad van de Verenigde Naties werd op 29 november 1994 met unanimiteit aangenomen.

## Achtergrond
Na de Jom Kipoeroorlog kwamen Syrië en Israël overeen de wapens neer te leggen. Een waarnemingsmacht van de Verenigde Naties moest op de uitvoer van de twee gesloten akkoorden toezien.

## Inhoud
De Veiligheidsraad:
- overwoog het rapport van de secretaris-generaal over de VN-waarnemingsmacht;
- beslist:
a. de partijen op te roepen onmiddellijk resolutie 338 uit te voeren;
b. het mandaat van de UNDOF-macht met een periode van zes maanden te verlengen tot 31 mei 1995;
c. de secretaris-generaal te vragen dan te rapporteren over de ontwikkelingen en de genomen maatregelen om resolutie 338 uit te voeren.

## Verwante resoluties
- Resolutie 921 Veiligheidsraad Verenigde Naties
- Resolutie 938 Veiligheidsraad Verenigde Naties
- Resolutie 974 Veiligheidsraad Verenigde Naties (1995)
- Resolutie 996 Veiligheidsraad Verenigde Naties (1995)

Lijst ·  893 ·  894 ·  895 ·  896 ·  897 ·  898 ·  899 ·  900 ·  901 ·  902 ·  903 ·  904 ·  905 ·  906 ·  907 ·  908 ·  909 ·  910 ·  911 ·  912 ·  913 ·  914 ·  915 ·  916 ·  917 ·  918 ·  919 ·  920 ·  921 ·  922 ·  923 ·  924 ·  925 ·  926 ·  927 ·  928 ·  929 ·  930 ·  931 ·  932 ·  933 ·  934 ·  935 ·  936 ·  937 ·  938 ·  939 ·  940 ·  941 ·  942 ·  943 ·  944 ·  945 ·  946 ·  947 ·  948 ·  949 ·  950 ·  951 ·  952 ·  953 ·  954 ·  955 ·  956 ·  957 ·  958 ·  959 ·  960 ·  961 ·  962 ·  963 ·  964 ·  965 ·  966 ·  967 ·  968 ·  969